# Pachnobia sachalinensis
Pachnobia sachalinensis là một loài bướm đêm trong họ Noctuidae.